# Marie-Luce Brasier-Clain
Marie-Luce Brasier-Clain (ur. 19 października 1959 w Saint-Pierre) – francuska pielęgniarka i polityk, posłanka do Parlamentu Europejskiego X kadencji.

## Życiorys
Z zawodu pielęgniarka, do czasu przejścia na emeryturę pracowała w centrum szpitalnym na Reunionie. Zaangażowała się w działalność polityczną w ramach Frontu Narodowego, przekształconego w 2018 w Zjednoczenie Narodowe. Jej zmarły w 2022 mąż Maurice Brasier był długoletnim liderem FN w regionie. Małżonkowie utrzymywali bliskie kontakty z Jeanem-Marie Le Penem, który został ojcem chrzestnym ich syna.
W wyborach w 2024 Marie-Luce Brasier-Clain uzyskała mandat deputowanej do Europarlamentu X kadencji, startując z 12. miejsca na liście RN.